# Karianne Eikeland
Karianne Eikeland (Bergen, Noruega, 16 de noviembre de 1972) es una regatista noruega. 
Ha sido campeona del mundo femenina en la clase Snipe en 2000, y participó en los Juegos Olímpicos de Atenas 2004, donde se clasificó en el noveno puesto en Yngling.